# Johann Christoph Wichmannshausen
Johann Christoph Wichmannshausen (Ilsenburg, 3 de outubro de 1663 — Wittenberg, 17 de janeiro de 1727) foi um filologista alemão.
Obteve o mestrado (o maior grau existente na época) na Universidade de Leipzig, em 1685. Sua tese, com o título Disputationem Moralem De Divortiis Secundum Jus Naturae, foi orientada por seu padrasto Otto Mencke. De 1692 até morrer foi professor de linguagens do Oriente Próximo e bibliotecário universitário na Universidade de Halle-Wittenberg, onde deu cursos de filosofia e língua hebraica.
Dentre os livros que publicou estão De extinctione ordinis Templariorum (A extinçao da Ordem dos Templários) em 1685 e diversos trabalhos curtos sobre aspectos do Antigo Testamento.
Atualmente, Wichmannshausen é melhor conhecido como parte de uma linhagem de genealogia acadêmica indo de Mencke a Gauss e muitos outros matemáticos. Em 2012 o Mathematics Genealogy Project lista 66085 de seus descendentes acadêmicos.